# Beira Grande
Beira Grande ist ein Ort und eine ehemalige Gemeinde (Freguesia) im portugiesischen Kreis Carrazeda de Ansiães. Die Gemeinde hatte 143 Einwohner (Stand 30. Juni 2011).
Am 29. September 2013 wurden die Gemeinden Beira Grande, Selores und Lavandeira zur neuen Gemeinde União das Freguesias de Lavandeira, Beira Grande e Selores zusammengeschlossen.